# 무 (영화)
"무"는 1990년에 개봉한 대한민국의 영화이다.

## 캐스팅
- 나한일 : 용 역
- 유혜영 : 이사벨라 역
- 조원희 : 하나꼬 역
- 이정희 : 선희 역
- 진봉진 : 검은얼굴 역
- 곽종섭 : 아라이 역
- 강필순 : 마사 역
- 황인조 : 하야시 역
- 홍성찬 : 야마구찌 역
- 노경태 : 백철수 역
- 강영철 : 윤영민 역
- 박세범 : 감방장 역
- 김헌준 : 청년 역
- 권희진 : 똘만이 1 역
- 운종정 : 똘만이 2 역
- 오정택 : 똘마니 역
- 김정섭 : 연극배우 역
- 이대현 : 연극배우 역
- 이종호 : 연극배우 역
- 전재영 : 여비서 역
- 이주철
- 이진용
- 김용길
- 임희수 (특별출연)